# Цветы Украины
Цветы Украины (укр. Квіти України), также известное как Квиты Украины — модернистское здание, расположенное в Киеве на улице Сечевых Стрельцов, 49.

## Описание
Дом пятиэтажный, общая высота (включая технический этаж) — 21 метр. Главный, западный, фасад здания спроектирован в виде каскада трёх остеклённых объёмов, обрывающихся на высоте второго, третьего и четвёртого этажей соответственно, которые, на время возведения обеспечивали оптимальную инсоляцию помещения в любое время года по принципу оранжереи. Во время эксплуатации 2000-х годах верхние витражи были перекрыты шифером, что исказило идею оранжереи. Снаружи стены здания облицованы травертином. Над входом нависает ступенчатый ризалит с тремя уступами-карнизами. Над входной группой размещено круглое окно. Само здание тактично вписано в окружающую архитектурную среду. Её высотность точно соответствует высотности соседних домов (ул. Сечевых Стрельцов, 47 и ул. Сечевых Стрельцов, 51/50). Значительный отступ сооружения вглубь от красной линии позволяет визуально увеличить пространство улицы. Центром внутренней планировки дома был атриум, окружённый открытыми ярусами галерей.

## История
Автор проекта цветочного магазина-оранжереи «Цветы Украины» — народный архитектор Украины Николай Левчук. Проект, победивший на конкурсе в 1979 году, объявленном среди архитекторов «Киевпроекта», после его реализации получил премию Союза архитекторов Украины как «здание года» (1986 год). С момента ввода в эксплуатацию с 1985 до 2000-х годов в здании, кроме крупнейшего в Киеве магазина цветов, содержались оранжерея, выставочный зал, исследовательская база, комнаты для культурно-просветительной работы (кружки флористики), административные и складские помещения. Последние 20 лет эксплуатации здание потеряло свою аутентичную функцию, в том числе атриум перестал функционировать и существовать как таковой. Оранжерея, выставочный зал, исследовательская база, комнаты для культурно-просветительной работы (кружки по флористике) были закрыты.

### Попытка реконструкции
Здание по адресу ул. Сечевых стрельцов, 49, в Шевченковском районе Киева давно утратило первоначальную функцию, коммунальным предприятием «Цветы Украины» продано, несколько раз перепродавалось и превратилось в офисный центр с помещениями социальной сферы (магазин «Пчелка») на первом этаже. Цветочного магазина-оранжереи «Цветы Украины» давно не существует.
В 2021 году владелец здания планировал реконструировать его и перепрофилировать в офисный центр, добавив надстройку и подземный паркинг. В конце июня 2021 застройщик срезал 30-летний виноград, который заплетал главный фасад дома и начал демонтировать интерьер, в том числе оригинальные люстры и витражи, покрытые шифером.
6 июля 2021 года у здания состоялся митинг, на котором градозащитники и активисты требовали реставрировать модернистское сооружение, а не реконструировать его в торгово-офисный центр. Новый фасад здания, содержащийся в рендере реконструкции от застройщика, по их мнению, может разрушить исторический ансамбль улице Сечевых Стрельцов. Этот замысел, несмотря на заявление владельца об организации архитектурного конкурса, вдохновил организаторов и участников митинга требовать предоставления зданию «Цветов Украины» охранного статуса памятника архитектуры Министерства культуры Украины и Департамента охраны культурного наследия КГГА.

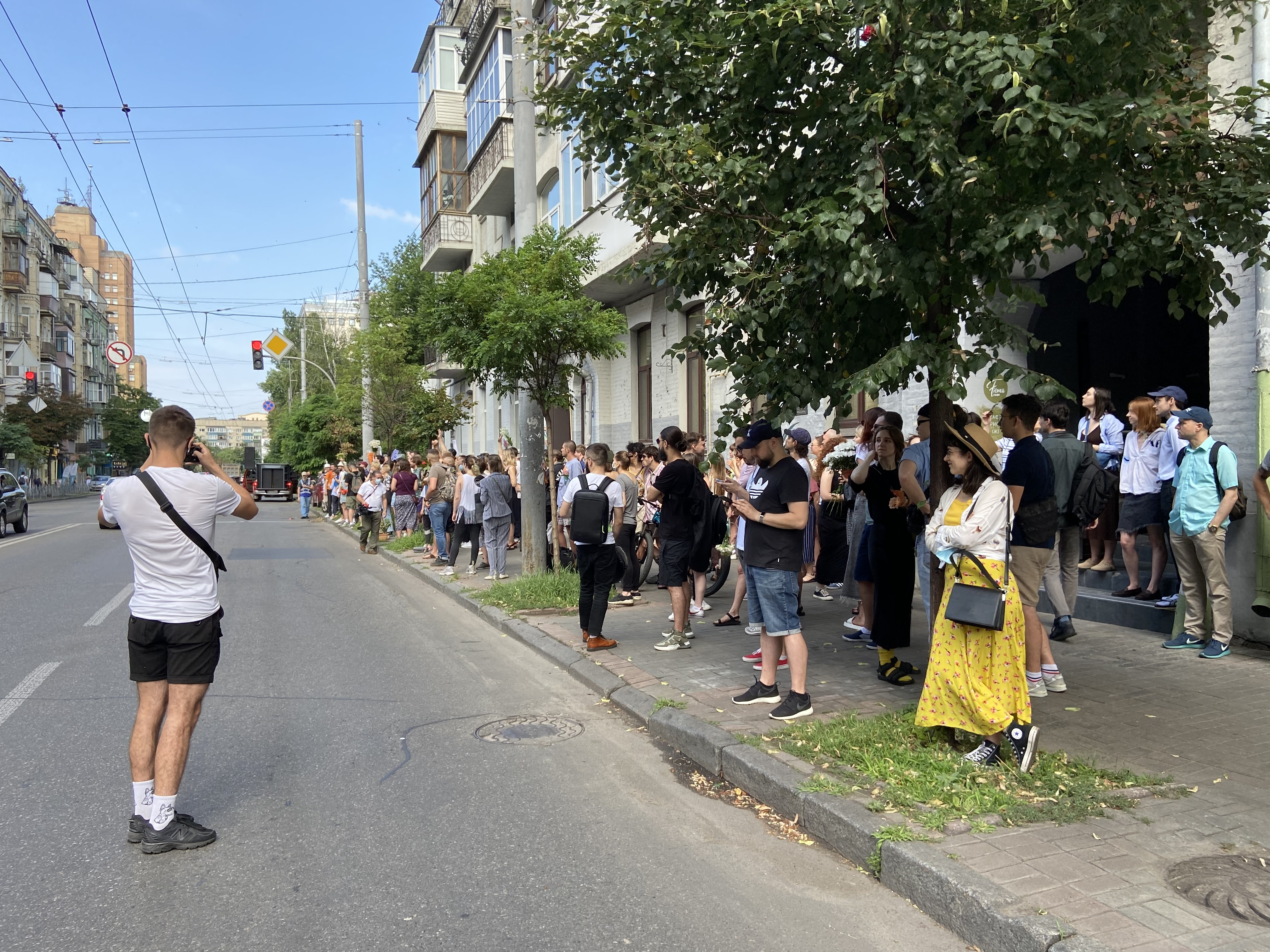
Митинг против реконструкции здания (6 июля 2021 года)
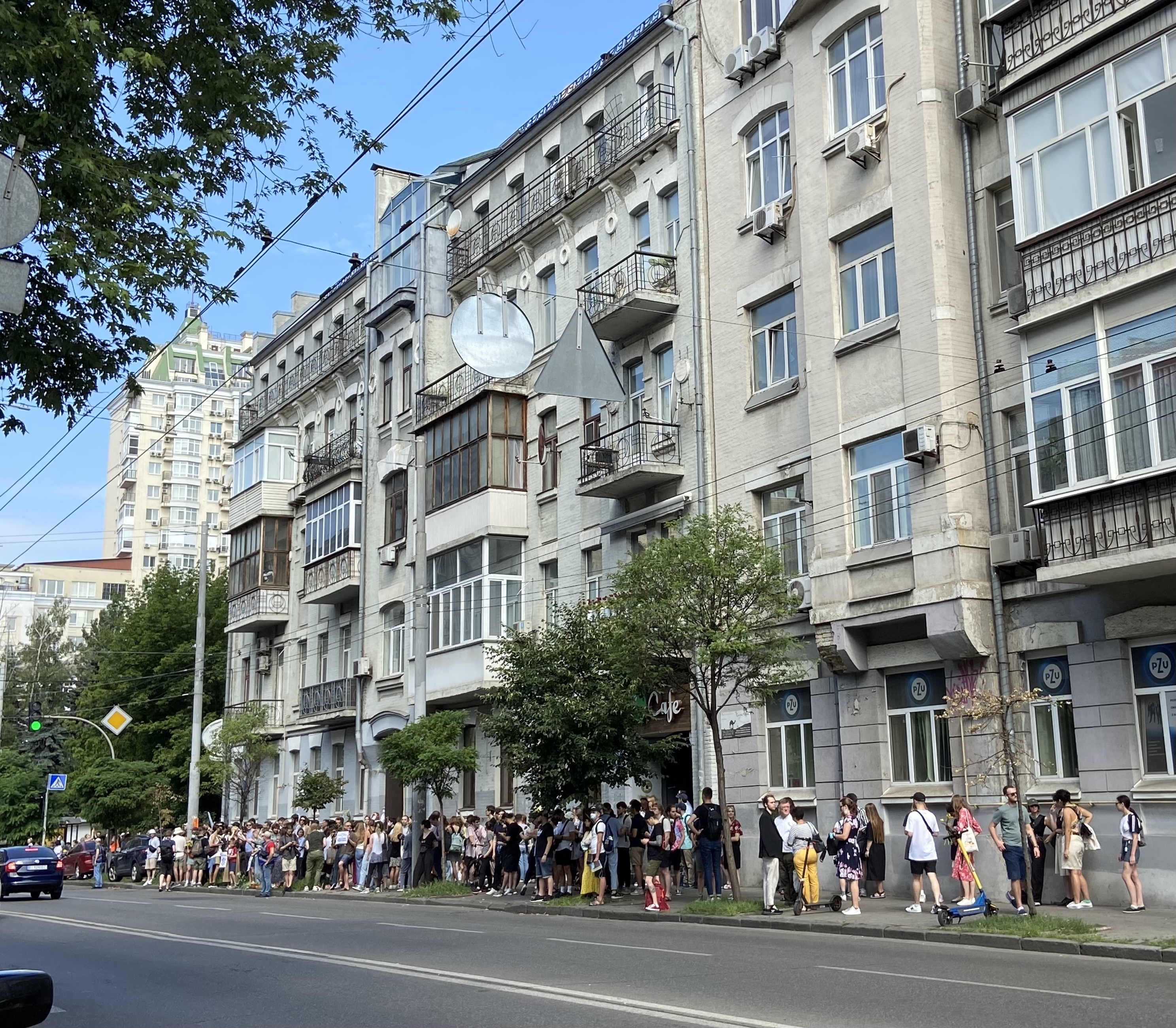
Митинг против реконструкции с другой стороны улицы (6 июля 2021 года)
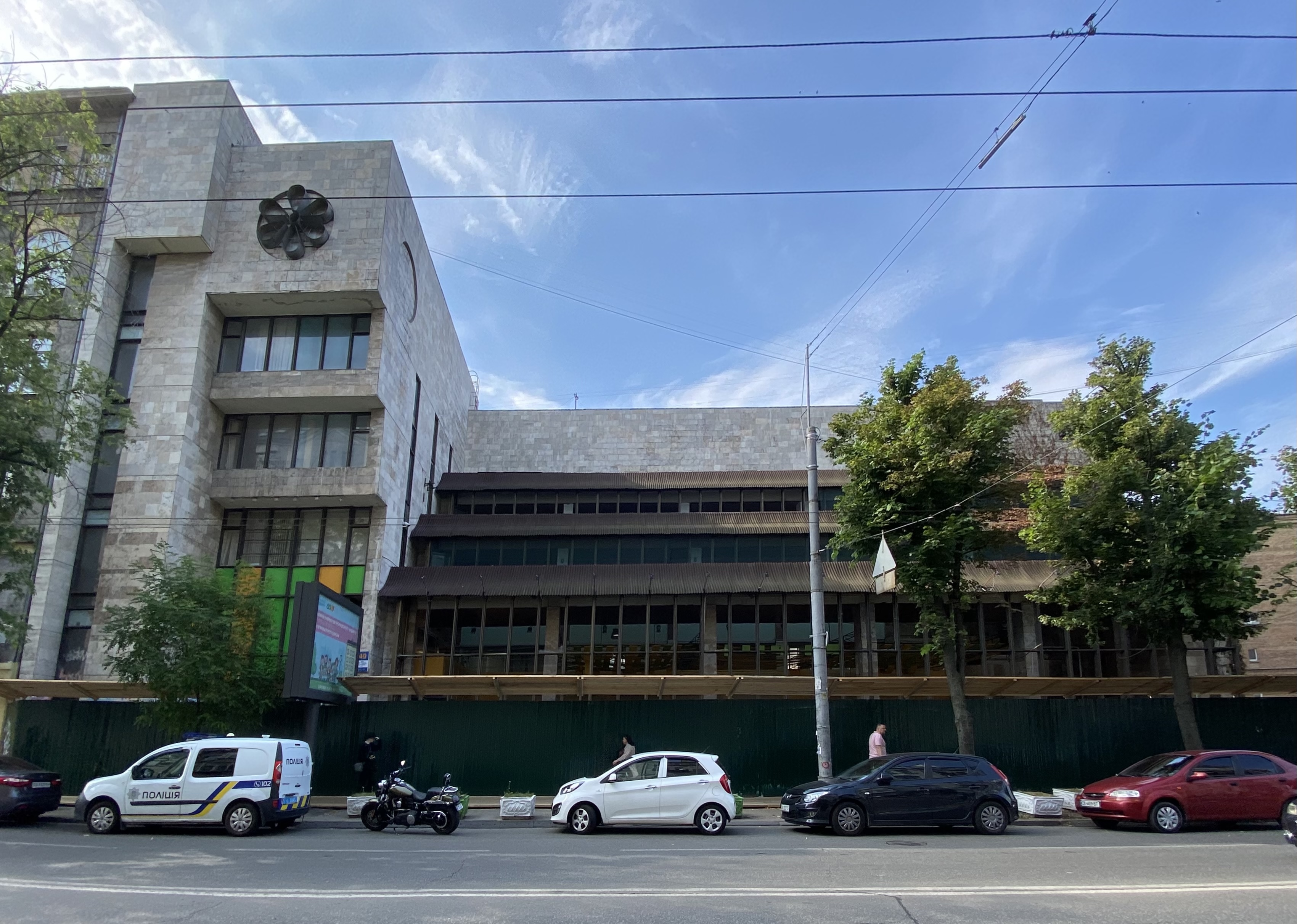
Дом «Цветы Украины» (6 июля 2021 года)

12 июля 2021 года застройщик начал демонтаж искаженного атриума здания «Цветы Украины», что возмутило организаторов сопротивления, которые в ответ разрушили забор вокруг дома и начали блокировать строительную технику. Впоследствии, на своей странице в Facebook министр культуры Украины Александр Ткаченко высказался о необходимости остановки демонтажа «Цветов Украины», решения вопроса о предоставлении охранного статуса зданию, а также призвал мэра Киева Виталия Кличко тщательнее подходить к изданию градостроительных условий и ограничений для зданий, расположенных в исторической черте города. 13 июля 2021 года Шевченковский районный суд города Киева наложил арест на здание и вынес решение о запрете ведения каких-либо строительных работ на время досудебного расследования. Без охраны здание стало использоваться для перфомансов и в качестве свалки мусора.

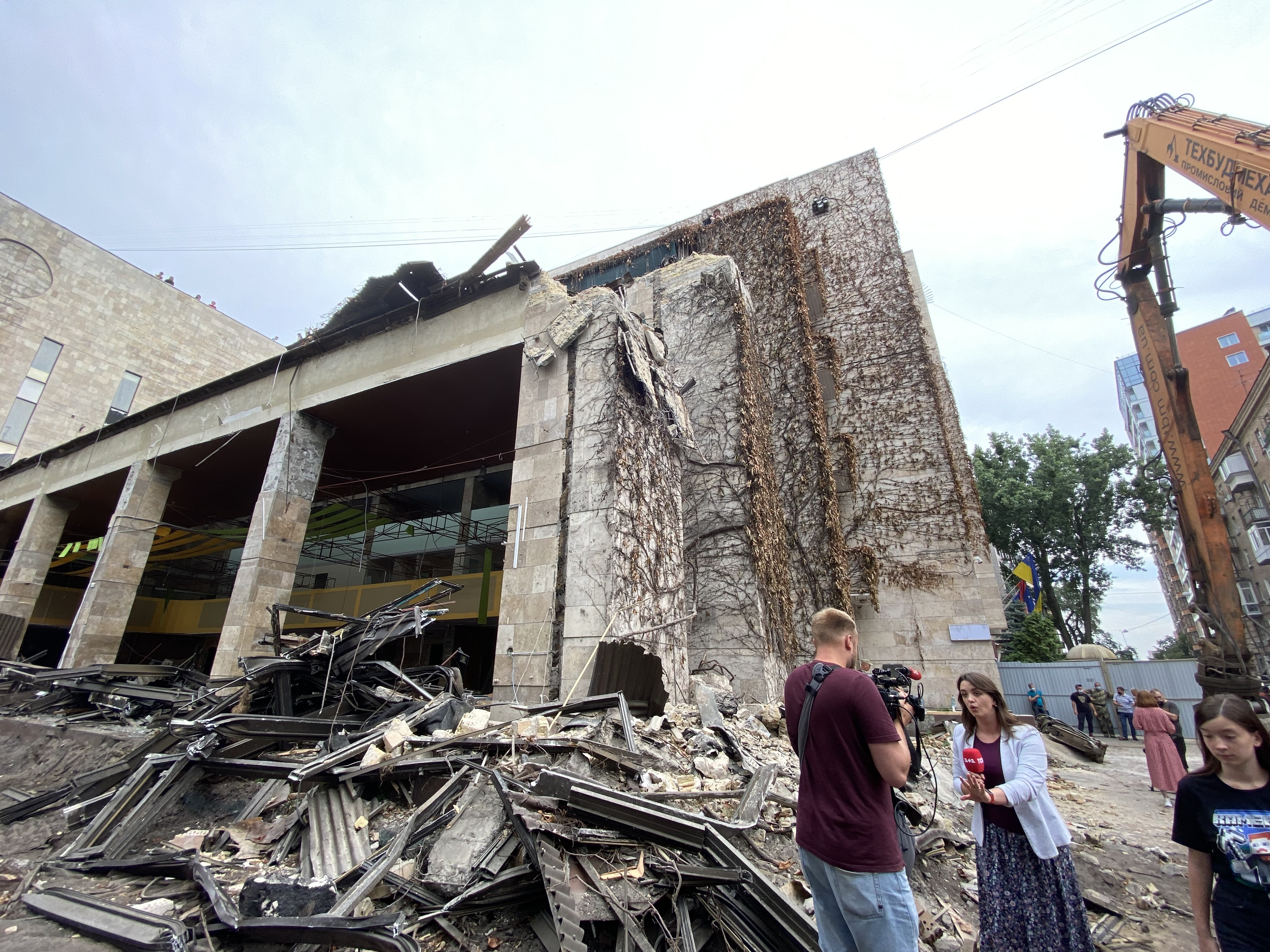
Последствия демонтажа фасада здания (12 июля 2021)
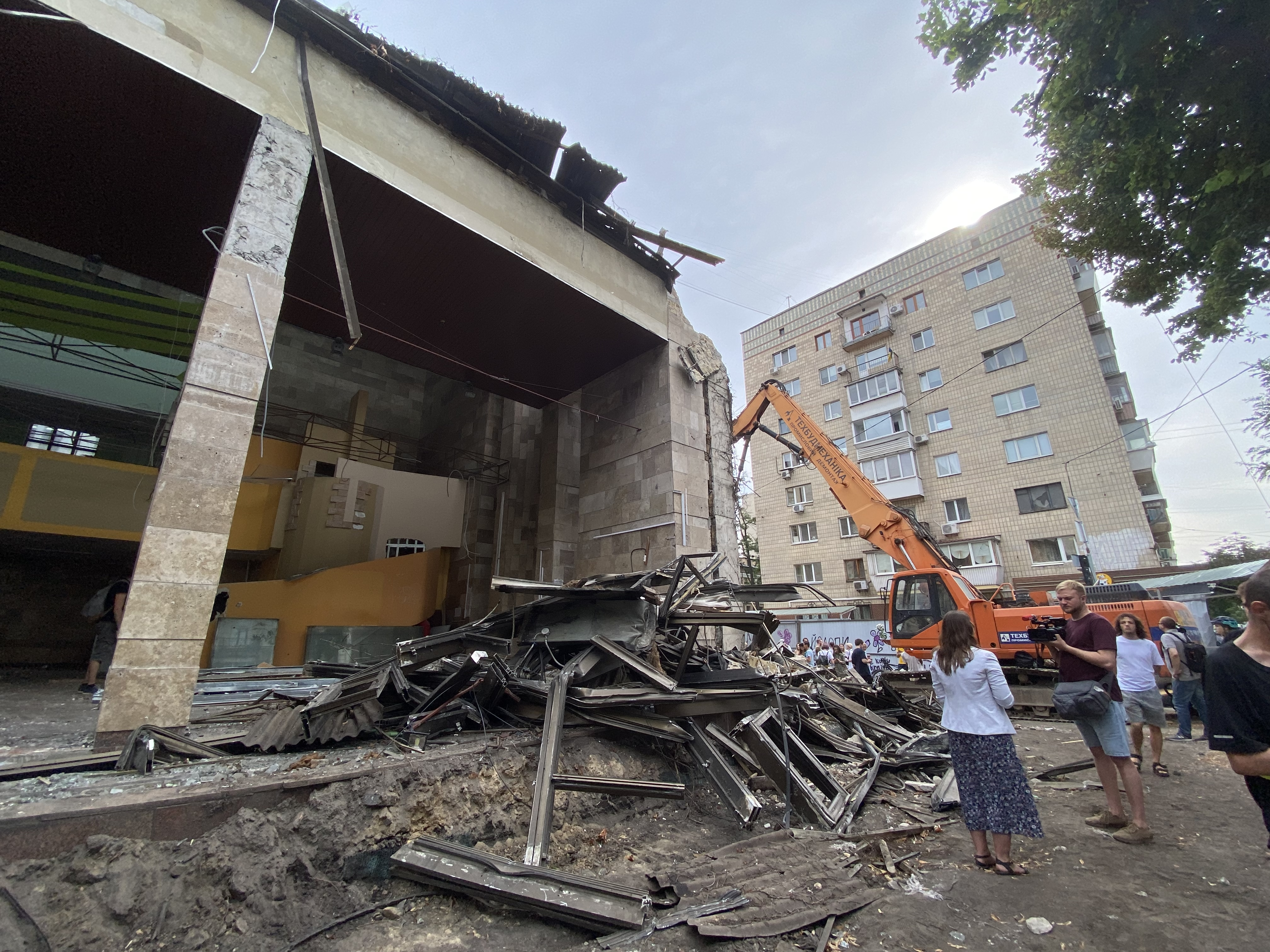
Митинг на фоне демонтажа (12 июля 2021)
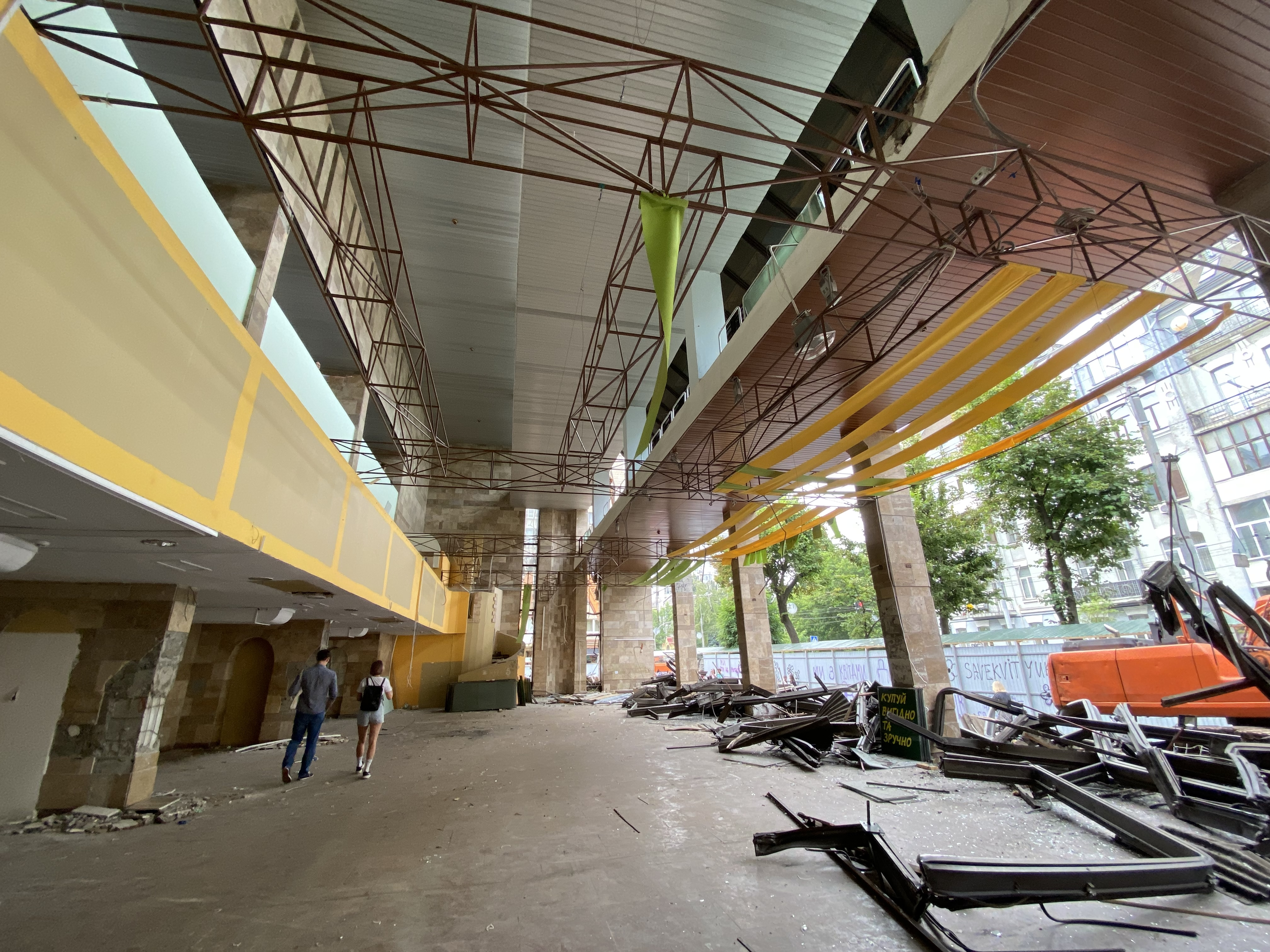
Разрушения внутри здания (12 июля 2021)
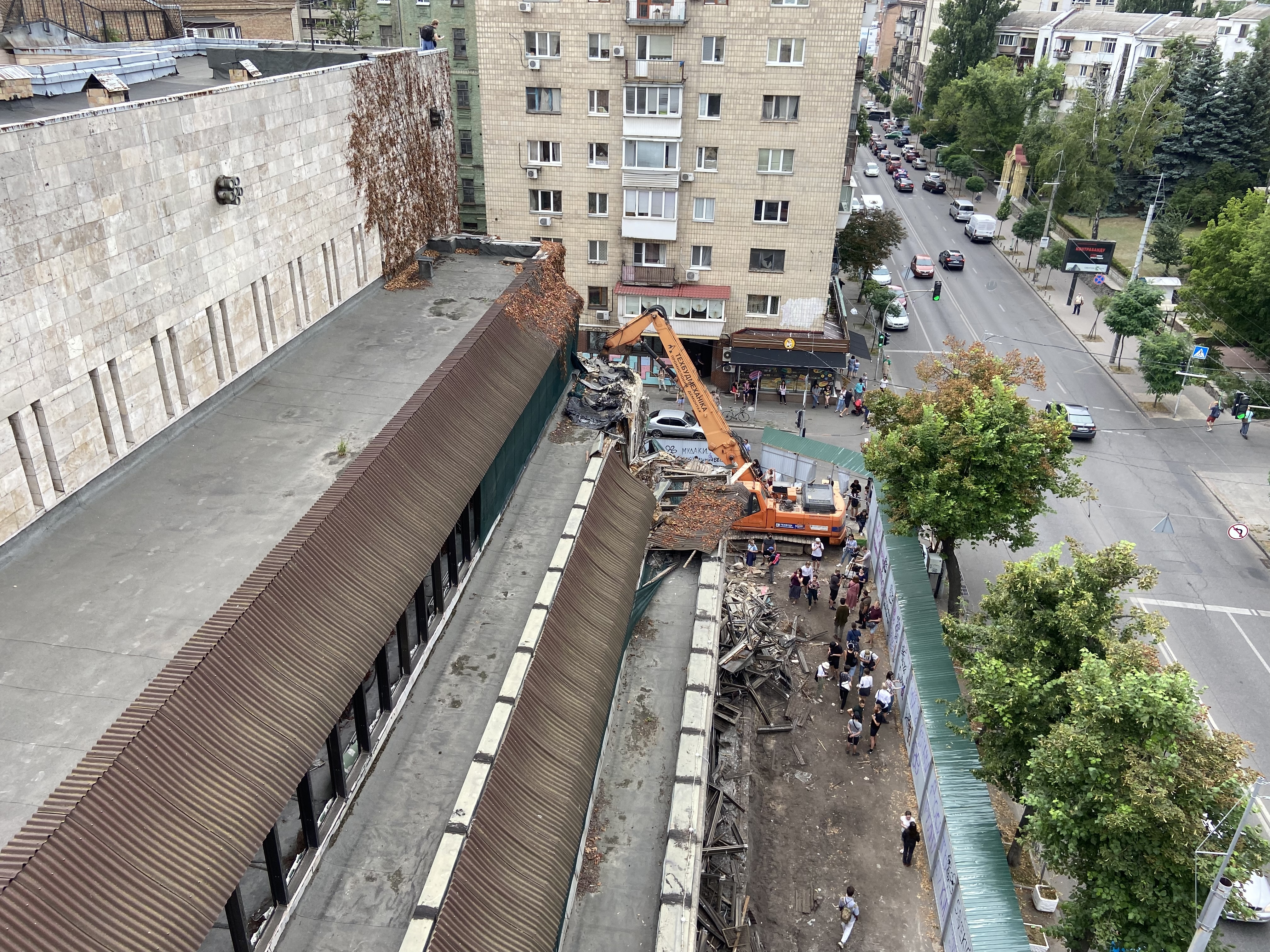
Вид на строительную площадку с крыши (12 июля 2021)
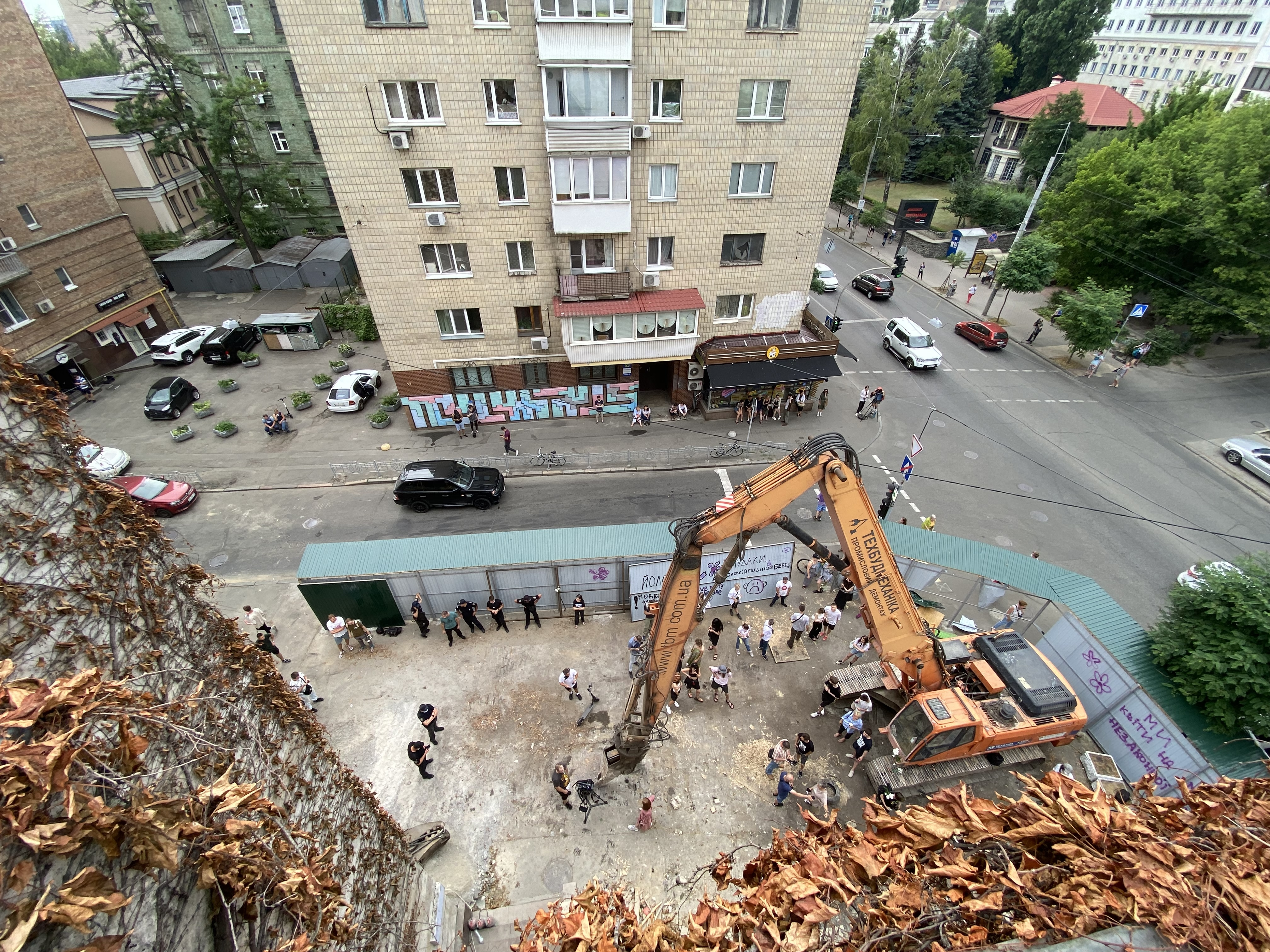
Строительная техника застройщика (12 июля 2021)

23 июля 2021 года Министерство культуры и информационной политики Украины сообщило о подписании меморандума с рядом общественных организаций по сохранению объектов культурного наследия второй половины XX века. В том числе, к этим объектам, по мнению организаторов протестов, относится здание «Цветы Украины». Меморандум предусматривает создание рабочих групп по регионам для отслеживания, идентификации и внесения зданий в реестры объектов культурного наследия. 3 августа 2021 года Департамент охраны культурного наследия КГГА внёс здание «Цветы Украины» в перечень объектов культурного наследия Киева и направил копию приказа в Министерство культуры и информационной политики для внесения в государственный реестр памятников.